# Paulo Celestino Filho
Paulo Sérgio Celestino Filho (Rio de Janeiro,14 de novembro de 1957 - São Roque, 7 de novembro de 2017), foi um ator, dublador, locutor, produtor, diretor, humorista e diretor de dublagem brasileiro. Era filho do também ator Paulo Celestino, neto do cantor Pedro Celestino e sobrinho-neto de Amadeu e Vicente Celestino.

## Carreira
Trabalhos como ator:
- 1981/1982 - O Planeta dos Homens - Rede Globo
- 1981/1987 - Viva o Gordo - Rede Globo
- 1982/1983 - Balança Mas Não Cai - Rede Globo
- 1983 - A Festa É Nossa - Rede Globo
- 1984 - Humor Livre - Rede Globo
- 1986/1987 - Hipertensão - Rede Globo
- 1988/1990 - Veja o Gordo - SBT
- 1995 - Irmã Catarina - CNT
- 1996 - Antônio Alves, Taxista - Mauro SBT
- 1996 - Você Decide Episódio: Molambo de Gente Rede Globo